# Битка при Бедриакум
Битката при Бедриакум (Bedriacum; Betriacum) се провежда през Годината на четиримата императори (69 г.) в Горна Италия между Бедриакум (Bedriacum, днес Калватоне) и 35 km от Кремона.
Първата битка при Бедриакум се провежда на 14 април 69 г. и решава наследника на император Нерон.
Фабий Валент, който командва Първи германски легион и Авъл Цецина Алиен, привърженици на Вителий, които побеждават Отон на 15 април 69 г.
Втората битка при Бедриакум се провежда на Виа Постумиа между Кремона и Мантуа на 24/25 октомври 69 г.
Войската на Вителий, под командването на Авъл Цецина Алиен с Фабий Фабул и Касий Лонг, е победена от Веспасиан, с командир Марк Антоний Прим. Завършва с победата на Флавиите.